# ديفيد أولم
ديفيد أولم (30 يونيو 1984 بويسيمبورغ في فرنسا - ) (بالفرنسية: David Ulm)‏ هو لاعب كرة قدم فرنسي في مركز الهجوم. لعب مع أرمينيا بيليفيلد وإف إس في فرانكفورت وكيكرز أوفنباخ ونادي ساندهاوزن ونادي ستراسبورغ ونادي ميلوز وSportfreunde Siegen ‏.

## روابط خارجية
- ديفيد أولم على موقع قاعدة بيانات كرة القدم.إي يو (الإنجليزية)
- ديفيد أولم على موقع Soccerway.com (الإنجليزية)
- ديفيد أولم على موقع عالم كرة القدم.نت (الإنجليزية)